# 허동환
허동환(1971년 12월 31일 ~ )는 대한민국의 희극 배우이다. 예명인 허둥으로 활동하고 있으며 서울 명동호텔에서 7살 연하 신부와 결혼하였다.

## 학력
- 경성대학교 연극영화과

## 출연작

### 방송
- 《개그야》 (MBC)
- 《개그콘서트》 (KBS)
- 《쇼! 행운열차》 (KBS)